# Chiesa della Madonna Assunta e di San Biagio
La chiesa della Madonna Assunta e di San Biagio è una chiesa di Ugento, in provincia di Lecce.

## Storia
L'origine della chiesa è strettamente legata alla confraternita della Madonna Assunta la cui esistenza è documentata fin dal 1559. Il pio sodalizio, verosimilmente fondato negli anni immediatamente successivi al Concilio di Trento, ebbe la sua prima sede nella chiesa intitolata all'Assunta e a san Rocco esistente di fronte all'antica cattedrale, e quando intorno al 1650 questa andò in rovina, si trasferì nella cappella fondata nell'attuale sito dalla famiglia Turcinello. Il nuovo sacro edificio fu dedicato alla Madonna Assunta in Cielo dagli stessi fondatori. Nel 1736 la confraternita che fino ad allora era stata un ente laicale fu eretta canonicamente. Continuò tranquillamente la propria attività fino a poco la metà del Settecento, quando la chiesa crollò. Venne ricostruita dalla vedova di don Mario Gigli, Donna Teresa Panzera e dal figlio Carmine, per adempiere alla volontà del defunto. La nuova chiesa fu ultimata intorno al 1758 e fu donata alla confraternita, ma anche quest'ultima chiesa durò poco nel tempo e circa ad un secolo di distanza a sua volta crollò. Venne nuovamente ricostruita dai confratelli. Fu consacrata il 7 luglio 1881 da mons. Maselli e dedicata alla Madre di Dio.

## Architettura
La chiesa è a pianta ottagonale e il prospetto, di cui restano i disegni originali, non trovò piena attuazione in quanto non furono realizzate le strutture al di sopra delle torri campanarie e della cupola. All'interno la stessa cupola presenta alla base una galleria simile agli antichi matronei che la percorre per tutta la circonferenza, e poco al di sotto, su delle mensole ai vertici dell'ottagono, sono sistemate otto statue in cartapesta raffiguranti i santi Vincenzo, Matteo, Luca, Pietro, Paolo, Marco, Giovanni e Stefano. Lateralmente è ritmata da otto arcate, in tre delle quali vi è un altare. L'altare principale è sovrastato da una nicchia con un altorilievo in cartapesta raffigurante l'Assunta contornata da angeli. A destra di quello principale è disposto l'altare dedicato alla Madonna Addolorata di ex patronato della famiglia D'Alessio, e a sinistra quello del Sacro Cuore. Ornano la chiesa due quadri databili al XVII secolo; uno raffigurante la Madonna Assunta, opera di Giovanni Andrea Coppola, il secondo di dimensioni più piccole rappresenta l'Eterno Padre.
La chiesa è anche intitolata a san Biagio, la cui venerazione fu incentivata dagli stessi confratelli che intesero perpetuare il culto molto sentito dalla popolazione. Si ha notizia di una cappella a lui intitolata ed esistente fino ai primi decenni del XVIII secolo proprio nelle vicinanze dell'attuale chiesa dell'Assunta.